# Alissa Ganíeva
Alissa Arkàdievna Ganíeva (rus: Али́са Арка́дьевна Гани́ева, nascuda el 1985) és una escriptora russa, que fa novel·les, assajos i prosa curta. El 2009, va ser-li atorgat el Debut literary prize per la seva novel·la Salaam, Dalgat!, que va publicar utilitzant el pseudònim de Gulla Khirachev.
Ganieva va néixer a Moscou en una família àvar, i al cap de poc se'n van anar a viure al Daguestan, on es van establir a Gunib i posteriorment va anar a l'escola a Makhatxkalà. El 2002 va tornar a Moscou i es va graduar a l'Institut de Literatura Maksim Gorki. Actualment treballa com a crítica literària per al diari Nezavisimaya Gazeta.
El 2009, amb el seu Salam, Dalgat! va guanyar el Debut literary prize, una competició per a autors menors de 25 anys que escriuen en rus. La identitat de l'autora, que el va publicar sota un pseudònim, va ser descoberta el dia de la cerimònia del premi. La novel·la descriu la vida diària de la joventut del Daguestan i mostra la decadència de la vida tradicional i les seves relacions difícils amb l'islam, la religió tradicional dels daguestanis. Els personatges del llibre utilitzen el daguestani rus, un dialecte del rus, per comunicar-se, que era la primera vegada que es feia servir en una obra literària.
El 2012, Ganieva va publicar la seva segona novel·la, Holiday Mountain, també al Dagestan. El 2014, fou traduïda a l'alemany i posteriorment a l'italià, l'anglès, el castellà i el turc.
L'abril de 2015 la seva novel·la nova La núvia i el nuvi va ser publicada a Rússia i el títol va aparèixer entre els candidats a diversos premis destacats. En particular, fou finalista al Premi Booker rus, tot i que finalment no va rebre el premi.
També publica històries curtes i contes de fades. Ha rebut diversos premis per la seva obra de ficció.
El juny de 2015 Ganieva va ser mencionada pel The Guardian com una dels 10 talents joves més influents de Moscou.